# هفته‌نامه کابل
هفته‌نامه کابل از پرشمارگان‌ترین نشریه‌های افغانستان است. این نشریه به سه زبان انگلیسی، فارسی و پشتو مقاله دارد.
این هفته‌نامه به‌جز کابل در شهرستان‌ها نیز توزیع می‌شد.
هفته‌نامه کابل کار خود را در سال ۱۹۹۱ آغاز کرد اما پس از انتشار مقاله‌ای انتقادی نسبت به دولت مجاهدین، دولت در سال ۱۹۹۴ هفته‌نامه را تعطیل کرد. این نشریه کار خود را پس از سرنگونی طالبان دوباره آغاز کرد.
شمارگان این نشریه ۱۰ هزار نسخه است و هزینه‌های آن از راه چاپ آگهی تأمین می‌شود.
هفته‌نامه کابل بعد از سقوط حکومت دکتر نجیب الله، در سال ۱۹۹۱ به همت رزاق مأمون، فضل الرحیم رحیم، میرغیاث الدین اکبری، مصطفی آذرخش مصتور، ذبیح‌الله آسمائی، نورمحمد، در شرایط دشوار و زیر راکتباران جنگ قدرت به عنوان یگانه نشریه در پایتخت کشور کابل، نشر می‌گردید که صفحات هفته نامه، حاوی مطالب سیاسی، ادبی، فرهنگی و تحلیل‌ها، مصاحبه‌ها و تبصره بود دفتر هفته نامه به یگانه مرکز دید و ادیده‌ها بین قلم بدستان تهی دست کابل، مبدل گشته بود که توان رفتن به کشورهای خارجی را نداشتن در این وضعیت اسفناک جنگ قدرت هفته نامه کابل توانست جایگاه رفیع در بین قشر باسواد کابل و سایر شهرهای افغانستان، را به خود اختصاص دهد. هفته نامه کابل، داشت به یک نشریه با وزنه خبرنگاری به تربیون آزاد و اپوزیسون نیروهای مجاهدین بر سر قدرت مبدل می‌شد. در همین زمان پس از انتشار مقاله‌ای انتقادی نسبت به دولت مجاهدین، دولت در سال ۱۹۹۴ هتفه نامه کابل، را تعطیل کرد. بعد از سرنگونی طالبان، هفته نامه کابل، کار نشراتی خود را دوباره آغاز نمود؛ به مدیریت فهیم دشتی، که در دور اول نشراتی هفته نامه کابل همکار قلمی هفته‌نامه بود. هفته نامه کابل از پرشمارگان‌ترین نشریه‌های افغانستان بود. این نشریه به سه زبان انگلیسی، فارسی و پشتو مقاله دارد. این هفته‌نامه به‌جز کابل در شهرستان‌ها نیز توزیع می‌شود.
شمارگان این نشریه ۱۰ هزار نسخه است و هزینه‌های آن از راه چاپ آگهی تأمین می‌شود.